# Kościół Trójcy Przenajświętszej i Narodzenia Najświętszej Maryi Panny w Trzeszczanach Pierwszych
Kościół Trójcy Przenajświętszej i Narodzenia Najświętszej Maryi Panny – rzymskokatolicki kościół parafialny należący do parafii pod tym samym wezwaniem (dekanat Grabowiec diecezji zamojsko-lubaczowskiej).

## Historia
Świątynia została wzniesiona w latach 1913−1924, według projektu architekta Stefana Szyllera. Parafianie ofiarnie pomagali przy budowie, zwożąc wapno z odległej Bukownicy, cegłę z Hrubieszowa i z cegielni Crauzego, piasek z Zadębiec. Budowy tej nie mógł podjąć ówczesny proboszcz, ksiądz Ostrowski. Przyszedł więc ksiądz Wacław Czechoński – młody i energiczny. Utworzył Komitet Budowy składający się z włościan popierany przez dwory. Ziemianie: Bielski, Tuszowski, Świerzawski kierowali budową. 
I wojna światowa pokrzyżowała kontynuowanie prac budowlanych. Dzwony i pieniądze przeznaczone na budowę świątyni zostały wywiezione w głąb Rosji do Kazania. W 1918 roku Polska odzyskała niepodległość, dlatego można było kontynuować budowę świątyni. Pracami budowlanymi zaczął kierować mistrz Szłapczyński z Zaklikowa. Powstały przepiękne mury, wieżyce, sklepienia. Wszystkie prace były wykonywane ręcznie. Więźba dachowa została wykonana przez mistrza Haczkiewicza z Horodła, natomiast drzwi przez stolarza Marciniaka z Lublina. Krzyże na wieży i zamki do drzwi były dziełem ślusarza z Zamościa, roboty blacharskie wykonała warszawska firma. I tak, dzięki energii księdza proboszcza Wacława Czechońskiego, w 1921 roku przeniesiono się do nowej świątyni pod wezwaniem Narodzenia Najświętszej Maryi Panny. Poświęcił ją ksiądz prałat Juściński. Kościół został konsekrowany w dniu 8 czerwca 1924 roku przez biskupa Adolfa Józefa Jełowickiego. Zostały sprowadzone dzwony. Nowe ołtarze zostały ufundowane przez ziemianina Jana Bielskiego.

## Architektura
Świątynia ma 40 metrów długości, 24 metry szerokości, natomiast wieża – 55 metrów wysokości. Jest to rzadki przykład stylu neogotyckiego na Zamojszczyźnie. Obiekt nieregularnością bryły nawiązuje do romantycznej wersji neogotyku, powstałej w XIX wieku. Z kolei ceglaną fakturą nieotynkowanych elewacji nawiązuje do gotyku nadbałtyckiego. 
Świątynia została wzniesiona z cegły, dachy pokrywa blacha miedziana. Stanowi orientowaną, trzynawową halę z pięcioprzęsłowymi nawami, na planie wydłużonego prostokąta. Posiada wysoką wieżę wyrastającą w północno-zachodnim narożniku korpusu mającą plan kwadratu; posiada ona pięć kondygnacji, w dole jest czworokątna, a w najwyższej kondygnacji ośmiokątna i zwieńczona smukłą iglicą. 
Prostokątne prezbiterium posiada trójboczną absydę. Korpus kościoła jest o połowę niższy od wieży, pokryty jest dwuspadowym dachem. Po bokach wschodniego szczytu korpusu znajdują się dekoracyjne sterczyny w kształcie wieżyczek, natomiast z wierzchołka wyrasta wieżyczka sygnaturki. Prezbiterium jest niższe i węższe od korpusu, posiada dwa przęsła, nakrywa je dach dwuspadowy, a nad absydą trójpołaciowy. Kaplica i zakrystia, umieszczone po obu stronach prezbiterium są natomiast niższe od prezbiterium i nakrywają je dachy pulpitowe. W świątyni można zobaczyć różnego rodzaju sklepienia: krzyżowo – żebrowe w nawach, prezbiterium oraz zakrystii i kaplicy; z kolei w kruchtach gwiaździste oraz kolebkowe w przedsionku kruchty głównej.